# Saint-Pierre-le-Vieux (Vendée)
Saint-Pierre-le-Vieux és un municipi francès situat al departament de Vendée i a la regió de País del Loira. L'any 2007 tenia 954 habitants.

## Demografia

### Població
El 2007 la població de fet de Saint-Pierre-le-Vieux era de 954 persones. Hi havia 364 famílies de les quals 83 eren unipersonals (29 homes vivint sols i 54 dones vivint soles), 128 parelles sense fills, 141 parelles amb fills i 12 famílies monoparentals amb fills.
La població ha evolucionat segons el següent gràfic:
Habitants censats

### Habitatges
El 2007 hi havia 441 habitatges, 369 eren l'habitatge principal de la família, 49 eren segones residències i 22 estaven desocupats. 432 eren cases i 3 eren apartaments. Dels 369 habitatges principals, 287 estaven ocupats pels seus propietaris, 79 estaven llogats i ocupats pels llogaters i 4 estaven cedits a títol gratuït; 1 tenia una cambra, 10 en tenien dues, 43 en tenien tres, 95 en tenien quatre i 219 en tenien cinc o més. 318 habitatges disposaven pel capbaix d'una plaça de pàrquing. A 167 habitatges hi havia un automòbil i a 171 n'hi havia dos o més.

### Piràmide de població
La piràmide de població per edats i sexe el 2009 era:
| Homes | Edats   | Dones |
| ----- | ------- | ----- |
| 0     | 95 o +  | 0     |
| 4     | 90 a 94 | 12    |
| 0     | 85 a 89 | 8     |
| 8     | 80 a 84 | 8     |
| 20    | 75 a 79 | 20    |
| 28    | 70 a 74 | 32    |
| 20    | 65 a 69 | 32    |
| 12    | 60 a 64 | 24    |
| 16    | 55 a 59 | 16    |
| 16    | 50 a 54 | 8     |
| 44    | 45 a 49 | 36    |
| 28    | 40 a 44 | 32    |
| 48    | 35 a 39 | 28    |
| 28    | 30 a 34 | 28    |
| 28    | 25 a 29 | 24    |
| 16    | 20 a 24 | 36    |
| 36    | 15 a 19 | 20    |
| 36    | 10 a 14 | 32    |
| 36    | 5 a 9   | 40    |
| 24    | 0 a 4   | 24    |

## Economia
El 2007 la població en edat de treballar era de 598 persones, 460 eren actives i 138 eren inactives. De les 460 persones actives 420 estaven ocupades (237 homes i 183 dones) i 40 estaven aturades (16 homes i 24 dones). De les 138 persones inactives 51 estaven jubilades, 43 estaven estudiant i 44 estaven classificades com a «altres inactius».

### Ingressos
El 2009 a Saint-Pierre-le-Vieux hi havia 384 unitats fiscals que integraven 967 persones, la mediana anual d'ingressos fiscals per persona era de 14.726 €.

### Activitats econòmiques
Dels 24 establiments que hi havia el 2007, 2 eren d'empreses alimentàries, 3 d'empreses de fabricació d'altres productes industrials, 5 d'empreses de construcció, 4 d'empreses de comerç i reparació d'automòbils, 3 d'empreses d'hostatgeria i restauració, 1 d'una empresa financera, 5 d'empreses de serveis i 1 d'una empresa classificada com a «altres activitats de serveis».
Dels 7 establiments de servei als particulars que hi havia el 2009, 1 era un taller de reparació d'automòbils i de material agrícola, 2 paletes, 2 fusteries, 1 empresa de construcció i 1 veterinari.
L'únic establiment comercial que hi havia el 2009 era una fleca.
L'any 2000 a Saint-Pierre-le-Vieux hi havia 35 explotacions agrícoles que ocupaven un total de 2.350 hectàrees.

## Equipaments sanitaris i escolars
El 2009 hi havia 2 escoles elementals.

## Poblacions més properes
El següent diagrama mostra les poblacions més properes.